# Puerto deportivo de Vivero
El puerto deportivo de Vivero es una infraestructura portuaria situada en la localidad de Vivero, en la franja costera de la provincia de Lugo (Galicia, España).

## Información general
El puerto deportivo de Vivero se encuentra al fondo de la ría de Vivero. Se accede a él por un canal, de unos 80 m de anchura y 800 de longitud, dragado a 3 m de profundidad.
Dentro de las instalaciones del puerto deportivo se encuentra el cuartel del Servicio Marítimo de la Guardia Civil para la provincia de Lugo. Su sede fue inaugurada en 2005. A pesar de esto, no se le han asignado efectivos ni embarcación.
También dentro del puerto se puede encontrar una base del Servicio de Guardacostas de Galicia, en la que se encuentra atracada la embarcación Punta Roncadoira, I.P.601 de la clase Rodman-58.

Contraseña de la provincia marítima de Lugo a la que pertenece.

## Servicios existentes
El puerto cuenta con los siguientes servicios:
- Información
- Suministro combustible, Gasolina y Gasoil
- Rampa de varada
- Grúa
- Servicio MARPOL (Recogida de Aceites)
- Limpieza a Presión
- Información Meteorológica
- Servicios de Aseos y Duchas
- Aparcamiento
- Servicio de Marinería
- Bar - Restaurante
- Radio (VHF 9)
- Club de vela

## Accesos
Carretera: LU-862, carretera de la costa.